# Benta Pereira

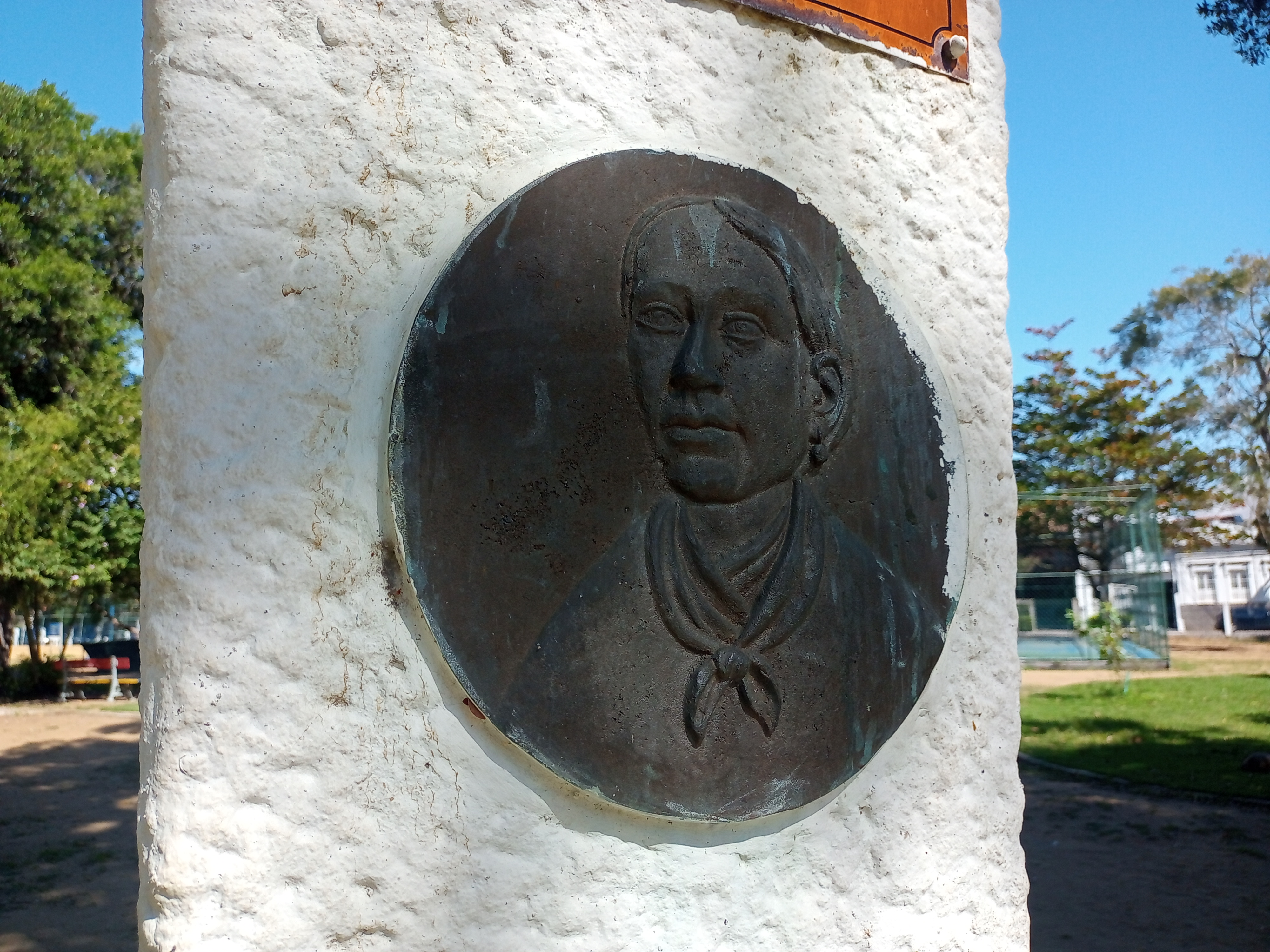
Monumento com um retrato de Benta Pereira em Campos dos Goytacazes

Benta Pereira (1675 - 1760) nascida na vila de São Salvador, no Campo dos Goytacazes no Rio de Janeiro. Filha de Domingos da Cerveira e de Izabel de Souza, ela participou ativamente do Levante de 21 de maio de 1748 também conhecido como "Revolta de Benta Pereira", porém ainda há dúvidas se sua participação foi somente na liderança e na coordenação da revolta ou se de fato pegou em armas.

## Biografia
Benta Pereira nasceu em 1675 na vila de São Salvador, filha de Domingos Pereira da Cerveira e Izabel de Souza. Foi casada com Pedro Manhães Barreto até o dia da morte dele, em 1713, com quem teve seis filhos.

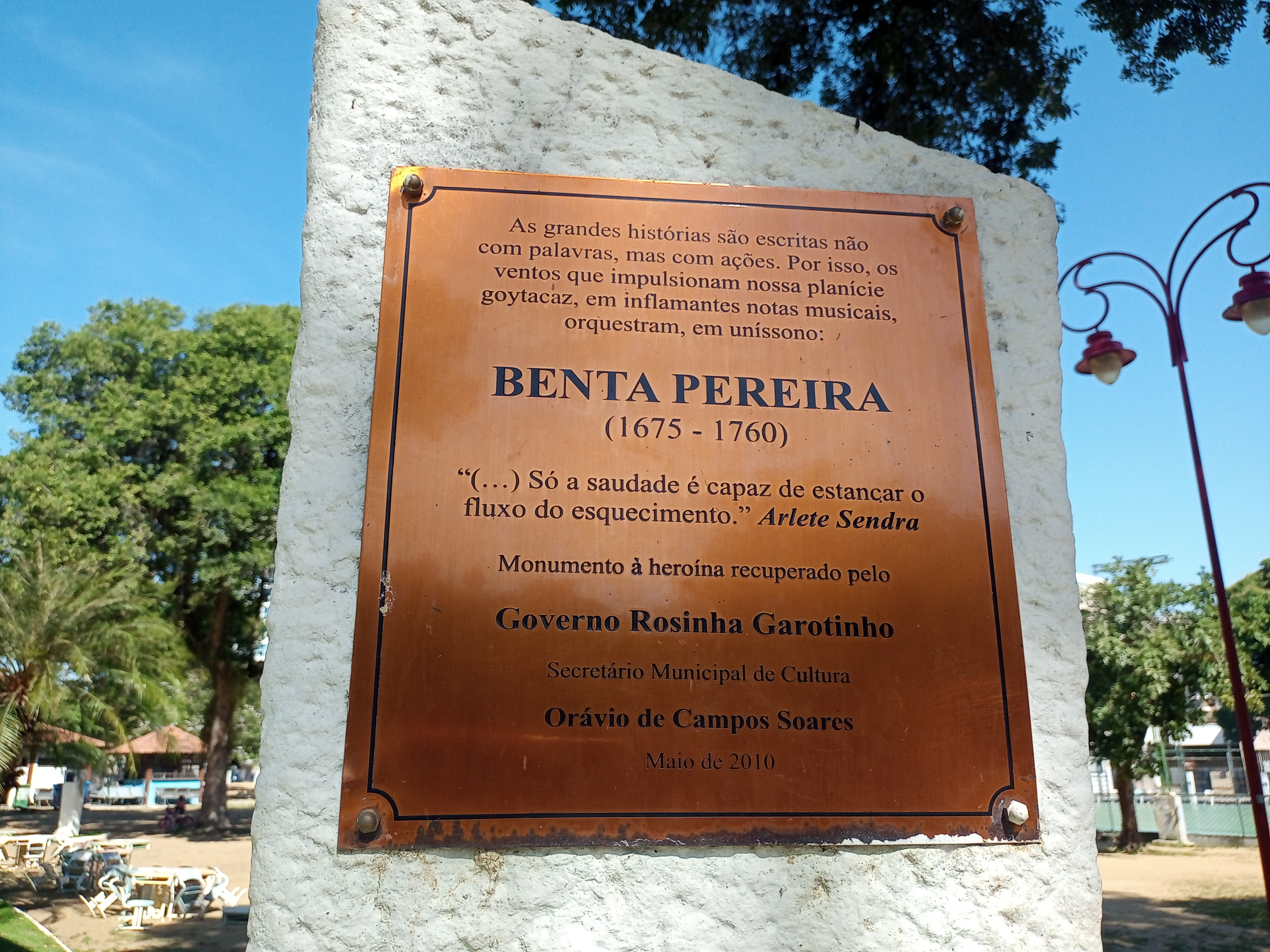
Monumento a Benta Pereira em Campo dos Goytacazes

Após se tornar viúva Benta pereira se torna uma mulher muito influente e dona de terras. Ela construiu uma rede de influência casando suas filhas com figuras importantes da região.
Seus filhos também participaram do levante contra o Visconde de Asseca, o 4° donatário da capitânia, que já estavam no poder por quatro gerações Manuel Manhães Barreto foi à Câmara Municipal com cartas expressando o descontentamento dos fazendeiros com a posse do 4º Donatário da capitânia, o Visconde de Asseca, porém foi expulso da Câmara municipal e suas cartas ignoradas. Em repercussão disto, fazendeiros se reuniram em frente a Câmara Municipal dispostos a pegar em armas, tendo como figura central dessa manifestação Mariana de Souza Barreto, outra filha de Benta Pereira.
Benta Pereira participou da revolta articulando e coordenando seu grupo familiar que se opôs a família Asseca. Sua posição de influência devido às terras e os casamentos de suas filhas a auxiliaram na coordenação da revolta.

## A Revolta
O levante de 21 de maio de 1748 foi uma resposta de moradores e fazendeiros que se indignaram com a tirania do donatário da capitânia de Paranaíba do Sul, o Visconde de Asseca, da Família Correia de Sá. O visconde frequentemente acusava moradores de ocuparem áreas irregularmente, enviava suas tropas para atear fogo em suas propriedades.
Em abril de 1748, surgiram boatos que o donatário iria à cidade, na câmara municipal, para empossar o novo donatário, o Quarto Visconde de Asseca.   Ao saber disso,  Manuel Manhães Barreto preparou um requerimento que visava barrar a posse do novo donatário. No entanto, a Câmara era favorável a família do visconde e o expulsou causando uma revolta na população que liderada por Mariana de Souza Barreto, invadiu a Câmara e conseguiu suspender a posse do donatário.
No dia 21 de maio de 1748, o capitão-mor da vila de São Salvador, Antônio Teixera Nunes, planejou dar a força a posse ao Visconde de Asseca o que transforma a Vila de São Salvador em um campo de batalha. Benta Pereira passa comandar os rebeldes que atacam a casa do capitão-mor, o que resulta em sua prisão.
O governador da capitânia do Rio de Janeiro, Gomes Freire de Andrade, ao ficar sabendo dessa revolta, ordena que o general João Almeida e Souza reunisse cerca de 200 tropas para retomar a Vila de São Salvador. Os revoltados que não fugiram foram derrotados e presos e condenados a prisão e o degredo para a África, entre estes estavam Mariana de Souza Barreto, filha de Benta Pereira.
Em 1752, para evitar uma nova revolta, o rei José I de Portugal concede perdão régio para os revoltosos.  Em 1754, a capitânia foi incorporada pelo rei, deixando de ser privada e sendo empossada por Sebastião da cunha Coutinho Rangel.